# MISIAの森 -Forest Covers-
『MISIAの森 -Forest Covers-』（ミーシャのもり -フォーレスト・カバーズ-）は、日本の歌手・MISIAの1枚目のカバー・アルバム。2011年12月14日にアリオラジャパンより発売。

## 解説
初回限定盤はスリーブケース仕様。ローソン・HMV限定先着特典はオリジナルジャケットスリーブ。
公式Facebookの公開を記念して、「Heal The World (GOMI'S UNITY OF LOVE REMIX)」の音源が公式Facebookで限定公開された（現在、音源の公開は終了している）。後に27thシングル「DEEPNESS」に収録された。

## 収録曲
1. Smile
作詞：John Turner, Geoffrey Parsons / 作曲：Charles Chaplin / オーケストラ・アレンジ：鷺巣詩郎
東宝配給3DCGアニメ映画「Friends もののけ島のナキ」主題歌
ナット・キング・コールのカバー。
2. Heal The World
作詞、作曲：Michael Joe Jackson
マイケル・ジャクソンのカバー。
3. The Rose
作詞、作曲：Amanda McBroom
ベット・ミドラーのカバー。
4. What A Wonderful World
作詞、作曲：Robert Thiele, Geoge David Weiss
セコム CMイメージソング（「世界の笑顔」篇）
ルイ・アームストロングのカバー。
5. Ribbon In The Sky (Japanese Version)
日本語詞：MISIA / 作詞、作曲：Stevie Wonder
スティーヴィー・ワンダーのカバー。
6. Mercy Mercy Me (The Ecology)
作詞、作曲：Marvin Gaye / 編曲：Andrew Smith, Velroy Bailey, Lorrian Briscoe, 鷺巣詩郎
マーヴィン・ゲイのカバー。
7. This Christmas
作詞、作曲：Donny Hathaway, Nadine McKinnor / 編曲：Andrew Smith, Velroy Bailey, Lorrian Briscoe, 鷺巣詩郎
ダニー・ハサウェイのカバー。
8. White Christmas
作詞、作曲：Irving Berlin
ビング・クロスビーのカバー。
9. Can't Take My Eyes Off Of You
作詞、作曲：Bob Crewe, Bob Gaudio / 編曲：Gomi
フジテレビ「FNNスーパーニュース」テーマソング（使用期間:2012年4月2日 - 9月28日）
25thシングル「記憶」のカップリング曲。ボーイズ・タウン・ギャングのカバー。大元はフランキー・ヴァリ（フォー・シーズンズ）のカバーである。
10. 大きな愛の木の下で
作詞：MISIA, Hinata / 作曲：JP
ハウス食品「北海道シチュー」CMソング（「2011クリスマス」篇）
本作で唯一のオリジナル曲。